# Dioecesis Britanniae

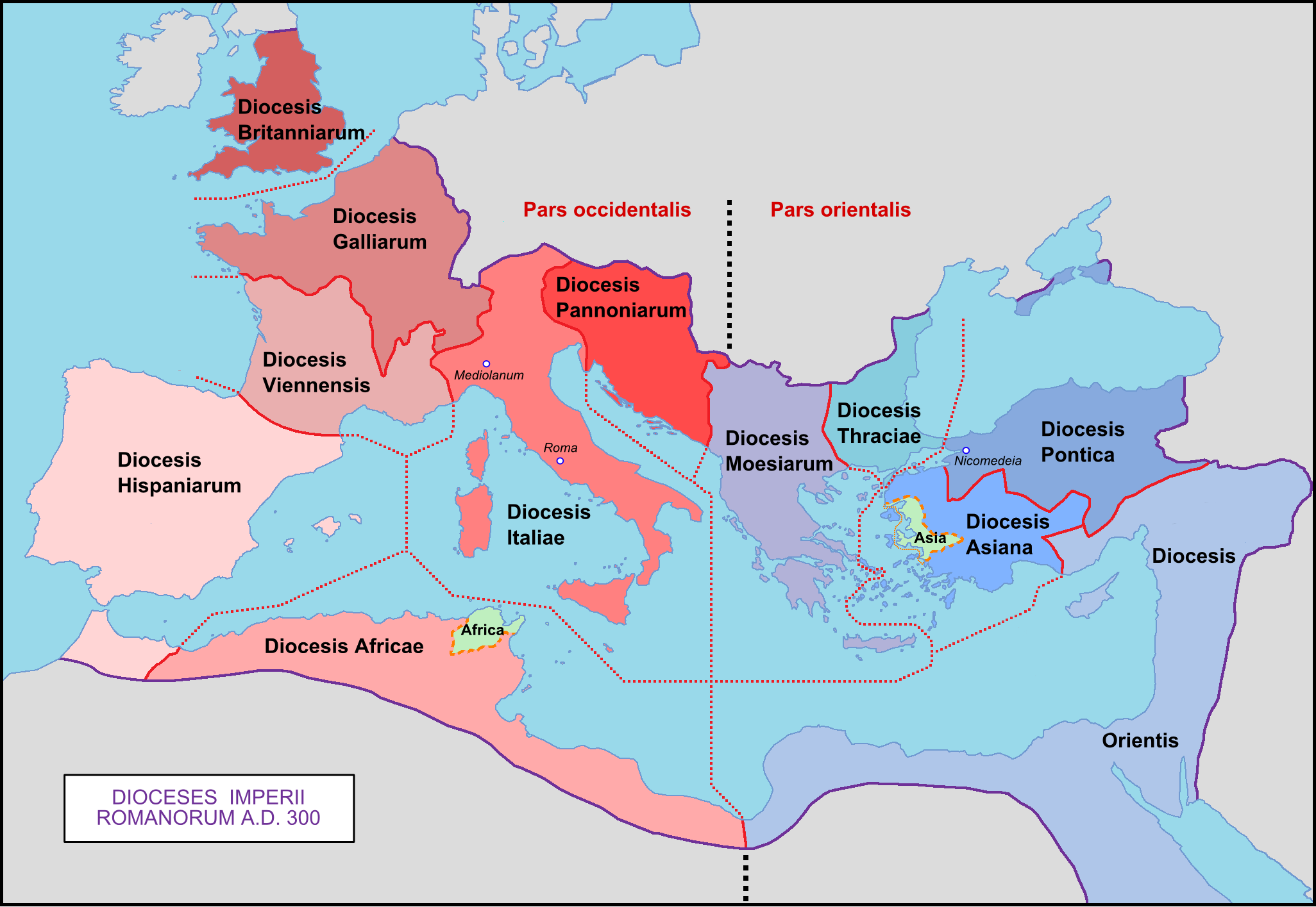
Die Diözesen von ca. 293 bis vor 337.

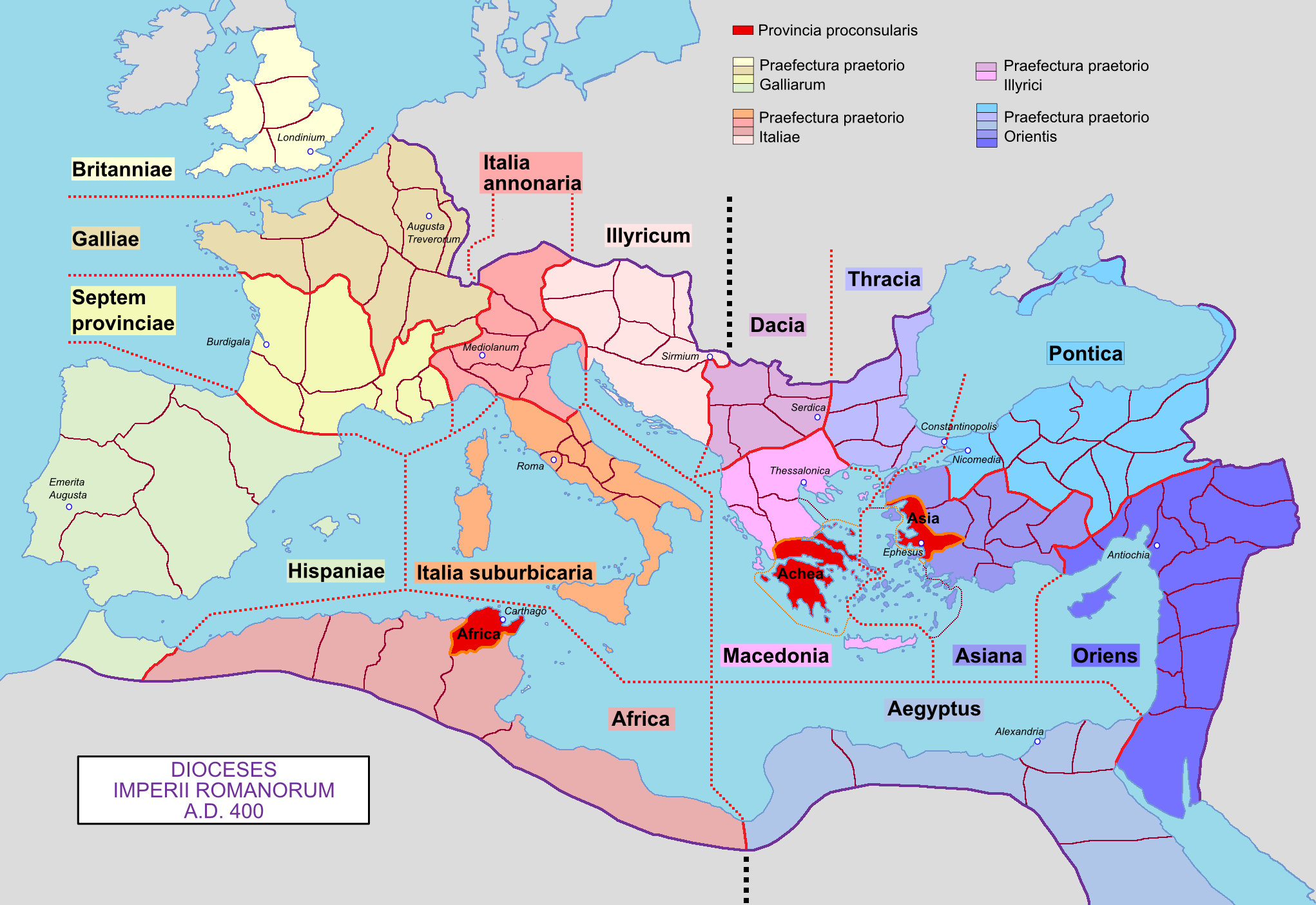
Die Diözesen um 400 n. Chr. (Spätantike)

Die Dioecesis Britanniae war eine spätantike Verwaltungseinheit (Dioecesis) des Römischen Reiches im heutigen England und Wales. Sie bestand von 296 bis 410 nach Christus. Der Hauptort war Camulodunum Londinium.

## Gebietsstruktur
Die Dioecesis Britanniae umfasste folgende 4 Provinzen:
- Britannia prima
- Britannia secunda
- Maxima Caesariensis
- Flavia Caesariensis

369, nach der Niederschlagung des Aufstands des Valentinus durch Flavius Theodosius, kam unter Kaiser Valentinian I. schließlich noch eine fünfte Provinz, Valentia, die evtl. im Norden des Hadrianswalles lag, dazu.

## Geschichte
Die endgültige Eroberung Britanniens durch Rom erfolgte im Jahr 43 n. Chr. Zu dieser Zeit war das Römische Reich in 46 Provinzen aufgeteilt. Bald nach 197 n. Chr. – nach dem Sieg über Clodius Albinus – erfolgte unter Kaiser Septimius Severus die Zweiteilung der Provinz Britannien:
- Britannia superior mit der Hauptstadt Londinium und
- Britannia inferior mit der Hauptstadt Eboracum.

Die Provinzen wurden unter  Diokletian im Wesentlichen durch Aufteilung um 300 nach Christus auf 101 Provinzen erhöht, die wiederum in Diözesen zusammengefasst wurden. Der Leiter der Diözesen (und Provinzen) war der Vicarius, Stellvertreter des nach 312 aus dem militärischen Prätorianerpräfekten hervorgegangenen Zivilbeamten. Bereits bei der Reichsteilung 395 wurde die Struktur der Diözesen geändert in vier Präfekturen, 15 Diözesen und 119 Provinzen. 
409 sagten sich die britannischen Provinzen von Konstantin III. los, vermutlich kam es zu einem Aufstand. Traditionell gelten die Jahre 409/10 als der Zeitpunkt, an dem die letzten regulären Truppen Roms die Insel verließen. Es ist sehr wahrscheinlich, dass dies vor allem das mobile Feldheer betraf, während große Teile der Grenztruppen, der limitanei,  im Land geblieben sein dürften, sich aber nach und nach aus dem Norden zurückzogen. Dennoch galt zumindest in der älteren Forschung das Jahr 410 als das „Ende“ des römischen Britanniens. Erst in jüngerer Zeit misst man diesem Datum weniger praktische Bedeutung bei als früher.